# Pandoravirus
Pandoravirus es un género de virus gigante que infecta amebas. Tiene un genoma mucho más grandes que los de cualquier otro tipo conocido de virus. Como los otros virus gigantes Mimivirus y Megavirus. El genoma de Pandoravirus, contiene 1,9 hasta 2,5 megabases de ADN, es dos veces tan grande que el de Megavirus, y difiere en gran medida de los otros virus grandes en apariencia y en la estructura del genoma. Filogenéticamente pertenece a la familia Phycodnaviridae.

## Descubrimiento
El descubrimiento de pandoravirus, se debe a un equipo de científicos franceses liderados por Chantal Abergel y su marido Jean-Michel Claverie; uno de ellos, el denominado Pandoravirus salinus, fue encontrado en una capa sedimentaria del humedal de Tunquén, en la desembocadura del estero Casablanca, en Chile se anunció en un informe publicado en la revista Science en julio de 2013. Mimivirus, un virus de ADN grande, con un tamaño del genoma de alrededor de 1,1 megabases, había sido descubierto en 1992, pero no se reconoce como un virus hasta el año 2003. Megavirus, descubierto en el agua de mar de la costa de Chile en el año 2011, tiene un tamaño de genoma de aproximadamente 1,2 megabases.  
El descubrimiento previo de estos virus provocó una búsqueda de otros tipos de virus grandes que infectan amebas, lo que llevó al hallazgo de dos especies; Pandoravirus salinus, que se encuentra en el agua de mar tomadas desde la costa de Chile, con un tamaño del genoma de ~ 2,5 megabases; y Pandoravirus dulcis , que se encuentra en un estanque de agua dulce en Australia, con un genoma de 1,9 megabases.

## Descripción
Los pandoravirus tienen un tamaño que se aproxima a 1 micra, tiene una forma parecida a la de una burbuja y se asemeja a algunos tipos de bacterias. El genoma de la variante más grande, Pandoravirus salinus se informó, para contener 2.556 supuestas secuencias codificantes de proteínas, de las cuales sólo el 6% tenía relaciones reconocibles con genes de otros organismos conocidos. La disimilitud de los genes restantes a las que se conoce llevaron a los investigadores a especular que este virus puede representar una rama desconocida del árbol de la vida. Sin embargo, los expertos no involucrados en el estudio han considerado prematura esta sugerencia debido a que sus partidarios no proporcionan evidencias.